# Rusłan Kurbanow
Rusłan Kurbanow (ros. Руслан Курбанов; ur. 17 września 1991 w Öskemenie) – kazachski szpadzista, brązowy medalista mistrzostw świata.
Podczas mistrzostw świata w Mediolanie w 2023 roku wywalczył brązowy medal indywidualnie. Wyprzedzili go jedynie Węgier Máté Koch i Włoch Davide Di Veroli. Był też między innymi szósty indywidualnie na mistrzostwach świata w Kairze w 2022 roku.
Zdobył drużynowo brązowe medale na igrzyskach azjatyckich w Inczon (2014) i igrzyskach azjatyckich w Dżakarcie (2018) oraz srebrny na igrzyskach azjatyckich w Hangzhou (2022).
Wystartował na igrzyskach olimpijskich w Tokio, gdzie w turnieju indywidualnym zajął dwunaste miejsce.